# Imayō
Imayō (japanisch 今様, dt. „Lieder in moderner Weise“, Verkürzung von Imayō-uta) ist ein literarisches Genre der Volkspoesie in Liedform, das sich zu Beginn der Heian-Zeit (794–1192) aus den ursprünglich in chinesischer Sprache vorgetragenen buddhistischen Hymnen (Kansan (漢讚), später als Wasan (和讚) auf Japanisch vorgetragen) entwickelte.
In der Regel besteht das Imayō aus 8 bis 12 Zeilen, d. i. zwei Halbverse, mit abwechselnd 7 und 5 Moren. Im Imayō erfährt der bis dahin dominierende Silbenrhythmus 5–7 eine Umkehrung. Bei Festen mit musikalischer Begleitung vorgetragen, dreht es sich inhaltlich meist um weltliche Themen, wie Natur und Liebe. Im eigentlichen Sinn ist das Imayō jedoch buddhistischen Ursprungs. Eines der ältesten erhaltenen Imayō ist das „Iroha Uta“ des Mönchs Kūkai.
Das Imayō beeinflusste einerseits den Stil des Kriegsromans (軍記物語, Gunki Monogatari) und andererseits das Nō-Theater. Die einzige bekannte und nur fragmentarische erhaltene Sammlung von Imayō ist das Ryōshin Hishō (梁塵秘抄, dt. „Geheime Abschrift schöner Lieder“) zusammengestellt von Go-Shirakawa-Hōō aus dem 12. Jahrhundert (10 Bände).
Beispiel für ein nicht-buddhistisches Imayō nach Florenz
Der Horai-zan

Auf dem Berge Horai-zan sind tausend Jahre vergangen

Tausend Herbste und Myriaden von Jahren hintereinander

So nisten die Kraniche  Auf den Ästen der Kiefern

Und auf den Felsen  Spielen die Schildkröten

unbekannter Verfasser